# Kunčice nad Labem
Kunčice nad Labem (en allemand : Pelsdorf) est une commune du district de Trutnov, dans la région de Hradec Králové, en Tchéquie. Sa population s'élevait à 555 habitants en 2020.

## Géographie
Kunčice nad Labem se trouve à 5 km au sud-sud-est de Vrchlabí, à 21 km à l'ouest de Trutnov, à 44 km au nord-nord-ouest de Hradec Králové et à 102 km au nord-est de Prague.
La commune est limitée par Vrchlabí au nord, par Dolní Lánov et Prosečné à l'est, par Klášterská Lhota et Dolní Kalná au sud, par Horní Kalná et Dolní Branná à l'ouest.

## Histoire
La première mention écrite du village date de 1454.